# Liste der Einträge im National Register of Historic Places im Mississippi County (Arkansas)

Lage des Mississippi Countys in Arkansas

Die Liste der Einträge im National Register of Historic Places im Mississippi County in Arkansas führt die Bauwerke und historischen Stätten im Mississippi County auf, die in das National Register of Historic Places aufgenommen wurden.

## Legende
| NRHP | Historic Place             |
| HD   | Historic District          |
| NHL  | National Historic Landmark |

## Aktuelle Einträge
| [ 2 ] | Name                                                                    | Bild                                     | Eintragsdatum        | Lage | Ort         | Beschreibung |
| ----- | ----------------------------------------------------------------------- | ---------------------------------------- | -------------------- | --- | ----------- | --- |
| 1     | Bank of Osceola                                                         |                                          | 1987 ID-Nr. 87001352 | 207 East Hale Street 35° 42′ 10″ N, 89° 58′ 0″ W                                                                                     | Osceola     | |
| 2     | Blytheville Commercial Historic District                                | Blytheville Commercial Historic District | 2006 ID-Nr. 06000421 | Main Street zwischen 5th Street und Franklin Street sowie Ash Street zwischen 5th Street und 2nd Street 35° 55′ 44″ N, 89° 54′ 20″ W | Blytheville | |
| 3     | Blytheville Greyhound Bus Station                                       |                                          | 1987 ID-Nr. 87000447 | 109 North 5th Street 35° 55′ 41″ N, 89° 54′ 29″ W                                                                                    | Blytheville | |
| 4     | Blytheville, Leachville and Arkansas Southern Railroad Depot-Leachville |                                          | 1992 ID-Nr. 92000612 | Northeastern corner of the junction of 2nd and McNamee Sts. 35° 56′ 15″ N, 90° 15′ 33″ W                                             | Leachville  | |
| 5     | Burdette School Complex Historic District                               |                                          | 2001 ID-Nr. 01001174 | 153 East Park Lane 35° 48′ 47″ N, 89° 56′ 13″ W                                                                                      | Burdette    | |
| 6     | Chickasawba Mound (3M55)                                                |                                          | 1984 ID-Nr. 84000217 | Adresse nicht veröffentlicht | Blytheville | |
| 7     | City Hall                                                               |                                          | 1987 ID-Nr. 87001350 | 316 West Hale Street 35° 42′ 10″ N, 89° 58′ 15″ W                                                                                    | Osceola     | |
| 8     | Delta Valley & Southern Railway Locomotive #50                          |                                          | 2007 ID-Nr. 06001263 | Bahnübergang der Delta Valley and Southern Railway über den U.S. Highway 61 35° 33′ 15″ N, 90° 5′ 3″ W                               | Delpro      | |
| 9     | Dyess Colony Center                                                     | Dyess Colony Center                      | 1976 ID-Nr. 76000435 | AR 297 35° 35′ 29″ N, 90° 12′ 46″ W                                                                                                  | Dyess       | |
| 10    | Eaker Site                                                              | Eaker Site                               | 1992 ID-Nr. 91001048 | Adresse nicht veröffentlicht | Blytheville | |
| 11    | Florida Brothers Building                                               |                                          | 1987 ID-Nr. 87001355 | 319 West Hale Street 35° 42′ 9″ N, 89° 58′ 15″ W                                                                                     | Osceola     | |
| 12    | Garden Point Cemetery                                                   |                                          | 2006 ID-Nr. 06000415 | 4682 West AR 140 35° 42′ 8″ N, 90° 14′ 17″ W                                                                                         | Etowah      | |
| 13    | Hale Avenue Historic District                                           |                                          | 1987 ID-Nr. 87001349 | Abgegrenzt durch Hale Avenue, Poplar Street, Ford Avenue und Walnut Street 35° 42′ 9″ N, 89° 58′ 10″ W                               | Osceola     | Erste Erweiterung 2003 unter der Ref.-Nr. 03000863, zweite Erweiterung 2008 unter der Ref.-Nr. 08000722                     |
| 14    | Herman Davis Memorial                                                   | Herman Davis Memorial                    | 1995 ID-Nr. 95000379 | Kreuzung von Baltimore Avenue und AR 18 35° 52′ 23″ N, 90° 9′ 57″ W                                                                  | Manila      | |
| 15    | Jonesboro, Lake City & Eastern Railroad Depot                           |                                          | 1997 ID-Nr. 97000206 | South Dewey Street Ecke Baltimore Avenue 35° 52′ 43″ N, 90° 10′ 0″ W                                                                 | Manila      | |
| 16    | Keiser School                                                           |                                          | 1992 ID-Nr. 92001342 | Main Street Ecke School Street 35° 40′ 26″ N, 90° 5′ 42″ W                                                                           | Keiser      | |
| 17    | Keiser Water Tower                                                      |                                          | 2007 ID-Nr. 06001283 | Water Street Ecke East Main Street 35° 40′ 39″ N, 90° 5′ 50″ W                                                                       | Keiser      | |
| 18    | Kress Building                                                          |                                          | 1997 ID-Nr. 97000555 | 210 West Main Street 35° 55′ 40″ N, 89° 53′ 37″ W                                                                                    | Blytheville | |
| 19    | Mississippi County Courthouse                                           | Mississippi County Courthouse            | 1978 ID-Nr. 78000612 | Hale Avenue Ecke Poplar Street 35° 42′ 11″ N, 89° 58′ 9″ W                                                                           | Osceola     | |
| 20    | Mississippi County Courthouse, Chickasawba District                     |                                          | 1996 ID-Nr. 96001411 | 200 West Walnut Street 35° 55′ 43″ N, 89° 54′ 16″ W                                                                                  | Blytheville | |
| 21    | Mississippi County Jail                                                 |                                          | 1987 ID-Nr. 87001356 | 300 South Poplar Street 35° 42′ 6″ N, 89° 58′ 9″ W                                                                                   | Osceola     | |
| 22    | Nodena Site                                                             | Nodena Site                              | 1966 ID-Nr. 66000201 | Adresse nicht veröffentlicht | Wilson      | Archäologische Fundstätte aus dem 16. Jahrhundert; Spuren weisen auf Hernando de Soto hin, den ersten Weißen am Mississippi |
| 23    | Old Bell Telephone Building                                             |                                          | 1987 ID-Nr. 87001353 | 100 Ash Street 35° 42′ 12″ N, 89° 57′ 59″ W                                                                                          | Osceola     | |
| 24    | Osceola Times Building                                                  |                                          | 1987 ID-Nr. 87001351 | 112 North Poplar Street 35° 42′ 11″ N, 89° 58′ 7″ W                                                                                  | Osceola     | |
| 25    | Planters Bank Building                                                  |                                          | 1987 ID-Nr. 87001354 | 200 East Hale Avenue 35° 42′ 9″ N, 89° 58′ 1″ W                                                                                      | Osceola     | |
| 26    | Three States Lumber Company Mill Powerhouse                             |                                          | 2001 ID-Nr. 01001175 | Old Mill Road 35° 49′ 0″ N, 89° 56′ 24″ W                                                                                            | Burdette    | |
| 27    | Chris Tompkins House                                                    |                                          | 2001 ID-Nr. 01001176 | 144 South Oak Drive 35° 48′ 57″ N, 89° 56′ 19″ W                                                                                     | Burdette    | |
| 28    | United States Highway 61 Arch                                           |                                          | 2001 ID-Nr. 01001177 | US 61 35° 59′ 57″ N, 89° 54′ 2″ W | Blytheville | |
| 29    | Violet Cemetery                                                         |                                          | 2004 ID-Nr. 04001108 | Abgegrenzt durch West Johnson Avenue, Semmes Avenue und Pecan Street 35° 42′ 22″ N, 89° 58′ 1″ W                                     | Osceola     | |
| 30    | West Main Street Residential Historic District                          |                                          | 2010 ID-Nr. 10000521 | West Main Street 35° 55′ 39″ N, 89° 55′ 8″ W                                                                                         | Blytheville | |
| 31    | Widner-Magers Farm Historic District                                    |                                          | 2007 ID-Nr. 06001325 | 3398 AR 181 35° 52′ 41″ N, 90° 2′ 38″ W                                                                                              | Dell        | |
| 32    | Edward Samuel Wildy Barn                                                |                                          | 2004 ID-Nr. 03001382 | 1198 South AR 136 35° 43′ 7″ N, 90° 14′ 33″ W                                                                                        | Etowah      | |
| 33    | Zebree Homestead                                                        |                                          | 1975 ID-Nr. 75000398 | Adresse nicht veröffentlicht | Buckeye     | |

## Frühere Einträge
| [ 2 ] | Name                 | Bild | Eintragsdatum        | Lage                                                 | Ort     | Beschreibung |
| ----- | -------------------- | ---- | -------------------- | ---------------------------------------------------- | ------- | ------------ |
| 1     | First Baptist Church |      | 2005 ID-Nr. 95001083 | 513 South Pecan Street 35° 47′ 52″ N, 90° 6′ 42,9″ W | Osceola |              |